# Saint-Sulpice-de-Favières
Saint-Sulpice-de-Favières é uma comuna francesa na região administrativa da Ilha-de-França, no departamento de Essonne. Estende-se por uma área de 4,37 km². Em 2010 a comuna tinha 291 habitantes (densidade: 66,6 hab./km²).